# Panhard & Levassor A1 e A2
La Panhard & Levassor Type A1 e la Panhard & Levassor Type A2 furono due autovetture prodotte dal 1895 al 1902 dalla Casa automobilistica francese Panhard & Levassor.

## Profilo

### Debutto
Il giorno 11 giugno 1895 si disputò una delle prime corse automobilistiche della storia, la Parigi-Bordeaux, destinata a durare tre giorni, fino al 13 giugno, lungo un tracciato di 1.175 km. Ad aggiudicarsi la gara fu una Panhard & Levassor inedita, con carrozzeria break, di nuova progettazione e che portò con sé alcune novità tecniche di rilievo. Questa Panhard & Levassor fu il primo esemplare delle serie A1 e A2, che cominciarono così la loro carriera con una brillante vittoria, contribuendo non poco al suo successo commerciale.

### Caratteristiche
Prodotte in numerose varianti di carrozzeria, le serie A1 e A2 differivano fra loro solo per alcuni particolari, restando però sostanzialmente la stessa vettura. Queste due serie, prodotte in contemporanea, vennero proposte come tonneau, break, vis-à-vis, phaeton, omnibus a 4 o 6 posti ed altre ancora. Per la prima volta, almeno relativamente alla produzione della casa di avenue d'Ivry, comparve un abbozzo di cofano motore anteriore. Ciò, unito alla dimensioni ben più generose rispetto alla precedente Type A, fu la testimonianza di una ricerca che puntava all'ottimizzazione dell'abitabilità interna.
Per quanto riguarda le caratteristiche tecniche, queste due serie di vetture nascevano come consuetudine in quegli anni e nei decenni immediatamente successivi, su telaio in acciaio e scocca in legno. Con l'arrivo delle serie A1 e A2 debuttò nella produzione Panhard & Levassor anche la nuova famiglia di motori Phoenix, il cui progetto era ancora di origine Daimler. I primissimi esemplari delle serie A1 e A2 montavano quindi un bicilindrico Phoenix da 1201 cm3 in grado di erogare fino a 4 CV di potenza massima al regime di 700 giri/min. Di origine Daimler era anche il sistema di accensione a tubi incandescenti, la lubrificazione e il carburatore. La trasmissione era a catena e si avvaleva di un cambio a tre marce racchiuso in un carter stagno che impediva l'infiltrazione di polvere e sabbia, nonché di sassolini, che potevano essere scagliati negli ingranaggi del cambio dalle ruote in movimento. Il cambio era del tipo ad ingranaggi scorrevoli e trasmetteva il moto alle ruote posteriori tramite una catena e un differenziale unito al telaio. Quest'ultimo era in legno con rinforzi in acciaio e montava sospensioni a balestre semiellittche. La velocità massima era di 30 km/h.
Per amor della verità va detto però che la vettura che si aggiudicò la Parigi-Bordeaux del 1895 non montava il già descritto mototre da 1,2 litri, bensì un ben più prestante motore da 4.245 cm3 in grado di erogare fino a 10 CV di potenza massima, ma si trattava comunque di un motore strettamente imparentato con quelli destinati ad equipaggiare la produzione A1 e A2 per utilizzo stradale.

### Carriera commerciale
Nonostante il grande debutto coronato da una vittoria, la commercializzazione vera e propria delle Panhard & Levassor A1 e A2 avvenne solo a partire dall'inizio del 1896, infatti nel 1895 ne vennero prodotti solo due esemplari: uno fu proprio l'esemplare con motore da 4,2 litri che vinse la Parigi-Bordeaux, mentre l'altro fu il primissimo esemplare stradale con motore da 1,2 litri.
In quello stesso anno, e precisamente a partire dal mese di aprile, le serie A1 e A2 furono proposte anche con un più grande motore da 1648 cm³, in grado di sviluppare 6 CV di potenza massima a 720 giri/min. La velocità massima saliva così a quasi 40 km/h.
La Type A1 e la Type A2 furono i modelli che gettarono le basi per la successiva famiglia di Panhard da 6, 7 e 8 CV, che costituirono la futura base della gamma Panhard & Levassor. Da essi derivarono immediatamente le serie B1 e B2, analoghe ai modelli appena descritti, ma equipaggiate con motori Phoenix a 4 cilindri.
Le serie A1 e A2 Furono prodotte fino al 1902 in 1.363 esemplari, di cui 992 con motore da 1,2 litri e le restanti 371 con motore da 1,6 litri.